# 트리오 로스 파라과요스
트리오 로스 파라과요스(Trio Los Paraguayos)는 파라과이의 음악 그룹이다. 파라과이 출신의 명가수 루이스 알베르토 델 파라나를 중심으로 아르파의 디구노 가르시아, 기타와 노래의 아구스틴 바르보사가 1945년에 결성한 뒤 1954년에 유럽으로 갔다. 그 곳에서도 대성공을 거둔 뒤 트리오는 해산되었고 세 사람은 각각 그룹을 만들었으며, 델파라나만 그 이름을 계승하였다. 그를 중심으로 하는 새 그룹은 해외 연주여행 등으로 활약을 계속하였다. 그래서 트리오의 이름을 로스 파라과요스라고만 부른다.

## 같이 보기
- 로스 파라과요스(en)